# ستيفان كوزلوف
ستيفان كوزلوف (بالإنجليزية: Stefan Kozlov)‏ هو لاعب كرة مضرب أمريكي، ولد في 1 فبراير 1998 في إسكوبية في شمال مقدونيا.

## وصلات خارجية
- ستيفان كوزلوف على موقع رابطة محترفي التنس (الإنجليزية)
- ستيفان كوزلوف على موقع الاتحاد الدولي لكرة المضرب (الإنجليزية)
- ستيفان كوزلوف على موقع خلاصة التنس.كوم (الإنجليزية)
- ستيفان كوزلوف على موقع إي إس بي إن.كوم (الإنجليزية)